# Famille von Baggovout
 (juillet 2024).
Si vous disposez d'ouvrages ou d'articles de référence ou si vous connaissez des sites web de qualité traitant du thème abordé ici, merci de compléter l'article en donnant les références utiles à sa vérifiabilité et en les liant à la section « Notes et références ».
 (juillet 2024).
La famille von Baggovout (allemand : von Baggehufwudt, suédois : Bagghufvud, russe : Багговут) est une famille noble d'origine scandinave.

## Histoire
L'épopée de cette famille commence avec Hans Persson Bagge, probablement né en Norvège et arrivé à Stockholm en 1565, Södermanland, mort après 1602). La famille arrive en Estonie avec les Suédois respectivement en 1617 et 1632. En 1752, elle est inscrite au registre (n° 76) de la chevalerie estonienne. Dès 1652, la noblesse de la famille en Suède est rénovée et en 1668 elle est introduite dans la noblesse de la chevalerie suédoise (n° 755). En 1669, la ligne suédoise s'éteint, tandis que la ligne estonienne s'étend en Russie, ils sont alors sujets de l'Empire russe. Ces descendants vivent désormais en Australie, au Canada, en Allemagne, en Autriche et aux États-Unis.

## Armoiries
Les armoiries sont en quartiers, les champs 1 et 4 montrent en bleu une tête de bélier naturelle tournée vers l'avant avec des cornes noires, accompagnée de trois (1:2) étoiles d'argent, les champs 2 et 3 montrent en argent une hache de combat en fer verticale pointant vers l'avant. à droite barbe calibrée, la tige flanquée de deux roses rouges. Sur le casque avec des couvertures bleu-argent sur un renflement de casque bleu-blanc-rouge, un miroir de paon entre huit drapeaux argentés et bleus à deux pointes alternés sur des brochettes noires avec des pointes dorées.

## Personnalités
- Friedrich Wilhelm von Baggehufwudt (* 1726), juge estonien
- Friedrich von Baggehufwudt (mort en 1810), premier ministre russe, directeur des douanes à Feodosiya et conseiller du tribunal de Libau
- Karl Gustav von Baggehufwudt (1761-1812), lieutenant général russe
- Alexander Alexius Woldemar von Baggehufwudt (1801-1883), général de cavalerie russe
- Alexander von Baggehufwudt (1806-1883), général russe
- Hermann von Baggehufwudt (1808-1890), lieutenant général russe
- Karl von Baggehufwudt (1810-1895), général d'infanterie russe
- Nikolai von Baggehufwudt (1853-1924), lieutenant général russe
- Alexander von Baggehufwudt (né en 1861), homme d'État russe, gouverneur de Poltava et de Koursk
- Iwan von Baggehufwudt (1862-1933), lieutenant général russe, commandant du 42e Corps d'armée

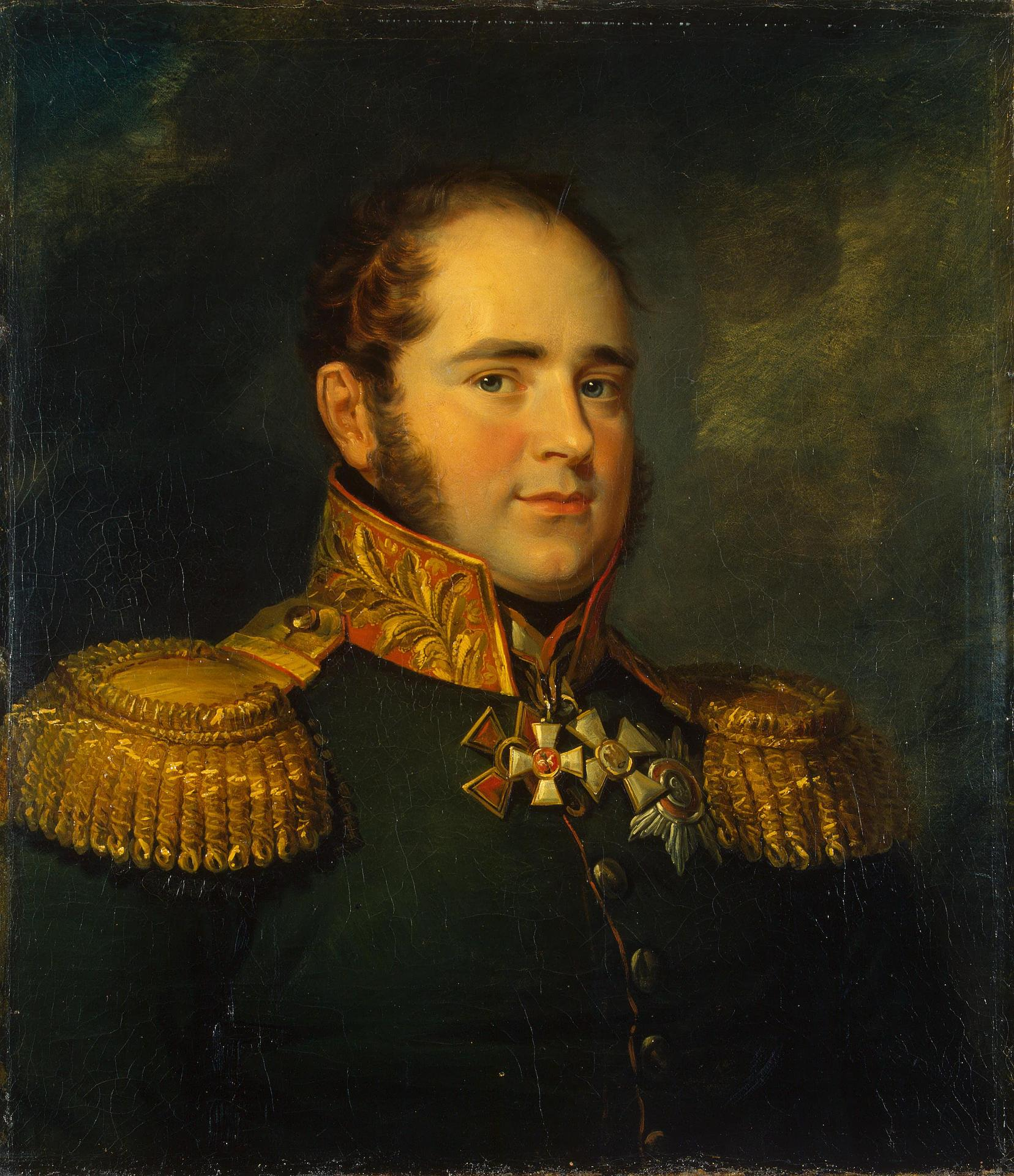
Karl Gustav von Baggehufwudt (1761-1812)
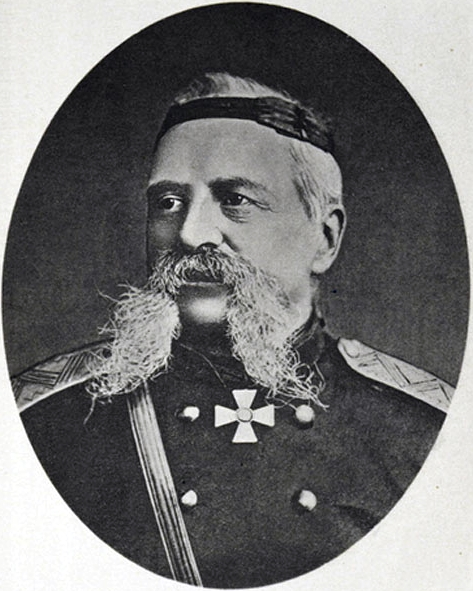
Alexandre von Baggehufwudt (1806-1883)
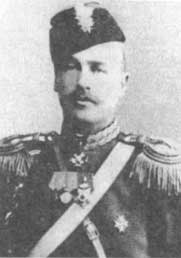
Ivan von Baggehufwudt (1862-1933)